# 필스 (통화)

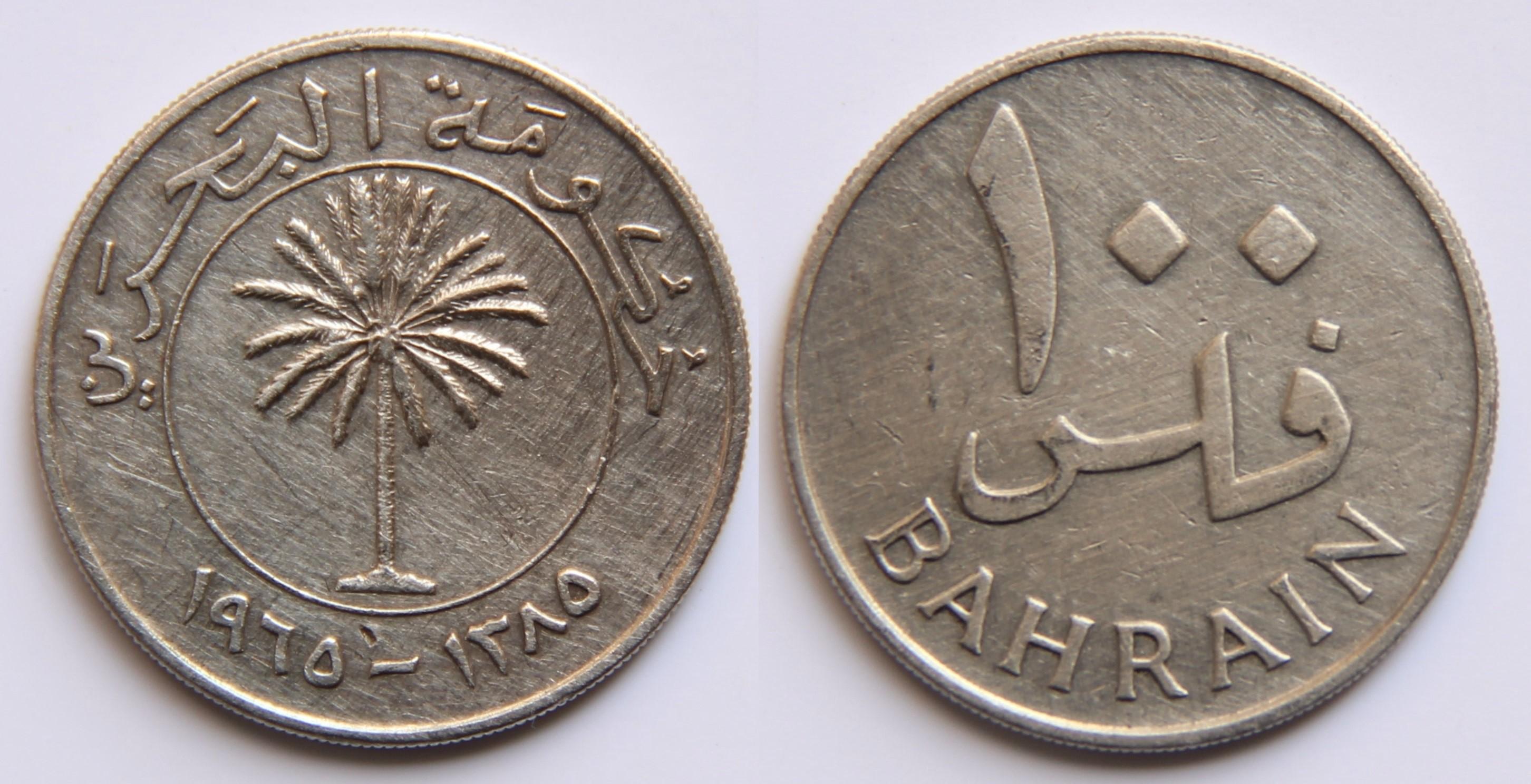
앞면과 뒷면

필스(아랍어: فلس, 영어: fils)는 보조 통화 단위이다. 아랍어로 돈이라는 의미로, 일부 아랍 국가에서 사용되고 있다. 또한 필수는 단수이며 필(fil)의 복수가 아니다. 복수는 풀루스(아랍어: فلوس, 영어: fulūs)라고 한다.

## 나라별 필스
- 1 바레인 디나르 = 1000 필스
- 1 이라크 디나르 = 1000 필스
- 1 요르단 디나르 = 1000 필스
- 1 쿠웨이트 디나르 = 1000 필스
- 1 아랍에미리트 디르함 = 100 필스
- 1 예멘 리알 = 100 필스